# شيبيوني أميراتو
كان شيبيوني أميراتو (7 أكتوبر 1531- 11 يناير 1601) أديبًا وفيلسوفًا ومؤرخًا إيطاليًا عاش في عصر النهضة. يُعد شخصية مهمة في تاريخ الفكر السياسي.
أشهر أعمال أميراتو الرسالة البحثية السياسية (محادثات حول تاسيتس)، والتي نُشرت في 1594. سرعان ما صار الكتاب «كتابًا كلاسيكيًا عالميًا» وصدرت له ترجمات كثيرة. في هذه المحادثات، يقدم أميراتو نفسه على أنه مناهض للمكيافيلية منذ البداية، ولم يوفر جهدًا في دحض الأطروحات الرئيسة لكتاب الأمير. على عكس بوتيرو وليبسيوس، لم يرَ أميراتو التاسيتسية على أنها شكل بديل من أشكال المكيافيلية. وعلى العكس من ذلك، فإن محادثاته تقدم أعمال المؤرخ الروماني ترياقًا لكتاب الأمير، وقد أثبت هذا النهج شعبيته على نطاق واسع في خلال فترة صحوة تاسيتس الطويلة.
علاوة على ذلك، فإن مذهب أميراتو في منطق الدولة عرّف هذا «المنطق» بأنه لا ينتهك القانون الطبيعي ولا الإلهي، بل كان سببًا لتحقيق الصالح العام الأعظم (مثل السلامة العامة) وبالتالي، بابتعاده عن النظام الأخلاقي العادي في ظروف غير عادية، لم يتعارض الأمير الحديث مع المسيحية.

## سيرته
وُلد شيبيوني أميراتو في ليتشي بمملكة نابولي عام 1531 لعائلة نبيلة من أصل فلورنسي. أُرسل في 1574 إلى نابولي ليدرس القانون، لكنه سرعان ما تحول إلى دراسة الأدب بدلًا من ذلك. كرس نفسه لدراسة الأدب الكلاسيكي، ليشبع اهتمامه بالعالم القديم. ارتاد أميراتو نوادي ثقافية، وأنشأ صداقات مع الشاعر بيراردينو روتا، والمؤرخ أنجيلو دي كوستانزو، والموسوعي بورتولوميو مارانتا.
في 1551، تلقى المراتب الكهنوتية الصغرى من أسقف ليتشي براتشيو مارتيلي، الذي عينه كنسيًا في كاتدرائية ليتشي. سافر بعد ذلك حول إيطاليا بحثًا عن مهنة، فأقام لبعض الوقت في روما وبادوا والبندقية، حيث أصبح سكرتيرًا لأليساندرو كونتاريني، وهو أرستقراطي من البندقية، وتعرف على سيبروني سيبروني وفيتوريا كولونا وبييترو أريتينو. ساهم بأرغومينتي دي كانتي في نسخة أورلاندو فوريوسو لكاتبها لودوفيكو أريوستو والتي نُشرت في 1556 على يد فنشينزو فالغريزي، بمساعدة جيرولامو روشيلي. أُجبر على مغادرة المدينة على عجل بسبب اكتشاف علاقته الغرامية مع أحد أفراد عائلة كونتاريني. التجأ إلى مسقط رأسه ليتشي حيث أسس في 1558 أكاديميا دي تراسفورماتي.
عمل أميراتو في موطنه الأصلي مؤقتًا لدى العديد من النبلاء، وأرسله رئيس أساقفة نابولي في مهمة إلى البابا بيوس الخامس. كانت فترة مزدهرة في تاريخ روما البابوية. كان البابا سيكتوس الخامس موشكًا على استهلال «برنامج للتنمية الحضرية لا مثيل له في أي مدينة أوروبية أخرى». كانت الحياة الفكرية مفعمة بالحيوية وتتميز «بإنسانية جديدة». صادق أميراتو هناك المفكر الإنساني جيوفاني بييترو مافي والفيلسوف فرانسيسكوس باتريسيوس والكاتب السياسي البيدمونتي جيوفاني بوتيرو. انضم إلى شبكة رعاية رجل الكنيسة الإصلاحي جيرولامو سيريباندو، والذي أهدى له الحوار الفلسفي إل ديداليوني أو فير ديل بويتا.